# Edward Jennings
Edward Jennings   (Filadèlfia, 9 d'abril de 1898 - San Diego, 9 de febrer de 1975) va ser un remer estatunidenc que va competir durant les dècades de 1920 i 1930.
El 1924 va prendre part en els Jocs Olímpics de París, on guanyà la medalla de bronze en la competició del dos amb timoner del programa de rem, formant equip amb Harold Wilson i Leon Butler. Vuit anys més tard, als Jocs de Los Angeles, guanyà la medalla d'or en la competició del dos amb timoner del programa de rem. Feia equip amb Charlie Kieffer i Joe Schauers. En ambdós casos feia de timoner.